# 2000 KL4
2000 KL4, também escrito como 2000 KL4, é um objeto transnetuniano (TNO) que está localizado no cinturão de Kuiper, uma região do Sistema Solar. Este corpo celeste possui uma magnitude absoluta (H) de 7,7 e, tem um diâmetro estimado com cerca de 127 km, por isso existem poucas chances que o mesmo possa ser classificado como um planeta anão, devido ao seu tamanho relativamente pequeno.

## Descoberta
2000 KL4 foi descoberto no dia 28 de maio de 2000 pelos astrônomos M. J. Holman, B. Gladman e J. J. Kavelaars.

## Órbita
A órbita de 2000 KL4 tem uma excentricidade de 0.063 e possui um semieixo maior de 38.480 UA. O seu periélio leva o mesmo a uma distância de 36.074 UA em relação ao Sol e seu afélio a 44.709.